# Hexafluorogermanate de potassium
L'hexafluorogermanate de potassium est un composé chimique de formule K2GeF6. Il s'agit d'un solide blanc non hygroscopique faiblement soluble dans l'eau : 5,4 g·L-1 à 18 °C et 25,8 g·L-1 à 100 °C. À température ambiante, il présente une structure cristalline du trigonale appartenant au groupe d'espace P3m1 (no 164) avec comme paramètres cristallins a = 562 pm et c = 465 pm.
Le K2GeF6 peut être obtenu en faisant réagir du dioxyde de germanium GeO2 avec de l'acide fluorhydrique HF (aq) et du chlorure de potassium KCl :
GeO2 + 6 HF (aq) + 2 KCl (aq) → K2[GeF6] + 2 HCl (aq) + 2 H2O.